# Икономическа статистика
Икономическа статистика e клон на приложната статистика, фокусиращ се върху събирането, обработването и разпространението на статистически данни, отнасящи се до икономиката на регион, държава или група от страни.
Смята се за подобласт на официалната статистика, доколкото е съставяна от официални организации – национални статистически институти, междуправителствени организации (като ООН, ЕС), централни банки, министерства и т.н.
Икономическата статистика набавя емпирични данни, необходими за икономически изследвания (иконометрия), които са основата за взимане на решения и провеждане на икономическа политика.